# KWord
KWord est un logiciel libre de traitement de texte basé sur des cadres. Il fait partie de la suite bureautique KOffice du projet KDE. Il gère le format ouvert OpenDocument.

## Historique
KWord est créé dans le cadre du projet KOffice en 1998 sur la base de plusieurs idées provenant de FrameMaker, notamment concernant la mise en page à l'aide de cadres. De l'avis de l'auteur initial, l'application de même que son code source n'étaient pas terribles jusqu'à ce qu'une approche orientée objet soit utilisée.
En 2000, le code source de KWord était devenu très difficile à modifier et personne ne travaillait à corriger les problèmes connus. Il n'y avait pas eu de nouvelle version officielle depuis la première version. Un nouveau mainteneur commença alors à corriger ces problèmes et à restructurer le code durant l'année 2001.

## Concepts
Beaucoup de logiciels de publication assistée par ordinateur (PAO) utilisent les cadres comme KWord, mais ces logiciels de PAO utilisent un concept appelé « pages maîtresses » qui donne la possibilité à l'utilisateur de changer la structure du document. Ce concept coûte cher au niveau de l'ergonomie car la majorité des utilisateurs ne comprennent tout simplement pas ce concept de pages maîtresses et travaillent sans s'en servir.
Les développeurs de KWord ont conçu l'usage des cadres de manière à être une variante plus pratique des pages maîtresses avec une copie intelligente des cadres et de leur position quand une nouvelle page est créée, par exemple quand il y a trop de texte sur la page.